# FA Šiauliai
El Šiaulių Futbolo Akademija és un club de futbol lituà de la ciutat de Šiauliai.

## Palmarès
- A lyga (I): 0
  - 7. posició: 2022

- Pirma lyga (II): 1
  - 1. posició: 2021

## Temporadas
| Temporada | Nivell | Liga                   | Rang | Web |
| --------- | ------ | ---------------------- | ---- | --- |
| 2010      | 4.     | Trečia lyga (Šiauliai) | 9.   |     |
| 2016      | 4.     | Trečia lyga (Šiauliai) | 6.   |     |
| 2017      | 3.     | Antra lyga (Vakarai)   | 4.   |     |
| 2018      | 3.     | Antra lyga (Vakarai)   | 6.   |     |
| 2019      | 2.     | Pirma lyga             | 6.   |     |
| 2020      | 2.     | Pirma lyga             | 5.   |     |
| 2021      | 2.     | Pirma lyga             | 1.   |     |
| 2022      | 1.     | A lyga                 | 7.   |     |
| 2023      | 1.     | A lyga                 | 3.   |     |
| 2024      | 1.     | A lyga                 | 7.   |     |
| 2025      | 1.     | A lyga                 | .    |     |

## Plantilla 2024
- La relació de jugadors de la plantilla del Šiaulių FA la temporada 2024 és la següent:[1]

| 1  | POR | [[Fitxer:Flag of Lithuania.svg\|23x15px\|border \|alt=Lituània\|link=Selecció de futbol de Lituània\|{{#if:\|]] | Lukas Paukštė         |  |  |  |  |  |
| 61 | POR | [[Fitxer:Flag of Lithuania.svg\|23x15px\|border \|alt=Lituània\|link=Selecció de futbol de Lituània\|{{#if:\|]] | Gustas Baliutavičius  |  |  |  |  |  |
|    |     | |                       |  |  |  |  |  |
| 8  | DEF | [[Fitxer:Flag of Lithuania.svg\|23x15px\|border \|alt=Lituània\|link=Selecció de futbol de Lituània\|{{#if:\|]] | Egidijus Vaitkūnas    |  |  |  |  |  |
| 4  | DEF | [[Fitxer:Flag of Lithuania.svg\|23x15px\|border \|alt=Lituània\|link=Selecció de futbol de Lituània\|{{#if:\|]] | Sigitas Olberkis      |  |  |  |  |  |
|    |     | |                       |  |  |  |  |  |
| 7  | MIG | [[Fitxer:Flag of Lithuania.svg\|23x15px\|border \|alt=Lituània\|link=Selecció de futbol de Lituània\|{{#if:\|]] | Justas Petravičius    |  |  |  |  |  |
| 10 | MIG | [[Fitxer:Flag of Lithuania.svg\|23x15px\|border \|alt=Lituània\|link=Selecció de futbol de Lituània\|{{#if:\|]] | Dominykas Kubilinskas |  |  |  |  |  |
| 11 | MIG | [[Fitxer:Flag of Lithuania.svg\|23x15px\|border \|alt=Lituània\|link=Selecció de futbol de Lituània\|{{#if:\|]] | Deividas Šešplaukis   |  |  |  |  |  |

| 13 | MIG | [[Fitxer:Flag of Lithuania.svg\|23x15px\|border \|alt=Lituània\|link=Selecció de futbol de Lituània\|{{#if:\|]] | Daniel Romanovskij     |  |  |  |  |  |
| 19 | MIG | [[Fitxer:Flag of Lithuania.svg\|23x15px\|border \|alt=Lituània\|link=Selecció de futbol de Lituània\|{{#if:\|]] | Simonas Paulius        |  |  |  |  |  |
| 30 | MIG | [[Fitxer:Flag of Lithuania.svg\|23x15px\|border \|alt=Lituània\|link=Selecció de futbol de Lituània\|{{#if:\|]] | Emilis Gasiūnas        |  |  |  |  |  |
| 20 | MIG | [[Fitxer:Flag of Lithuania.svg\|23x15px\|border \|alt=Lituània\|link=Selecció de futbol de Lituània\|{{#if:\|]] | Simonas Urbys          |  |  |  |  |  |
| —  | MIG | [[Fitxer:Flag of Lithuania.svg\|23x15px\|border \|alt=Lituània\|link=Selecció de futbol de Lituània\|{{#if:\|]] | Karolis Žebrauskas     |  |  |  |  |  |
|    |     | |                        |  |  |  |  |  |
| 17 | MIG | [[Fitxer:Flag of Lithuania.svg\|23x15px\|border \|alt=Lituània\|link=Selecció de futbol de Lituània\|{{#if:\|]] | Eligijus Jankauskas    |  |  |  |  |  |
| —  | DAV | [[Fitxer:Flag of Lithuania.svg\|23x15px\|border \|alt=Lituània\|link=Selecció de futbol de Lituània\|{{#if:\|]] | Augustinas Klimavičius |  |  |  |  |  |

## Entrenadors
- Renatas Vestartas (2016–2020);
- Mindaugas Čepas (2021–2024);[2]